# 松岡瑠夢
松岡 瑠夢（まつおか りむ、1998年7月22日 - ）は、東京都出身のプロサッカー選手。Jリーグ・ロアッソ熊本所属。ポジションはミッドフィールダー。

## 略歴
東京ヴェルディジュニアに所属していたが辞めてFC東京U-15むさしに所属するまでの期間スクデットというチームに所属していた。
FC東京の下部組織出身でFC東京U-18に所属していたが、フットサルのU-19フットサル日本代表にも選出された。慶應義塾幼稚舎、慶應義塾中等部、慶應義塾高等学校を経て、2017年4月に慶應義塾大学総合政策学部に進学した。2020年12月に栃木SCに加入が内定した。
2023年、ロアッソ熊本へ完全移籍。カットインからのシュートやスピードを活かした強引な突破を武器に左ウイングの主力として定着し、同年は5ゴールの活躍を見せた。2024年シーズンは古長谷の台頭や唐山翔自の期限付き移籍加入で出番を減らし、1ゴールに留まった。

## 所属クラブ
- スクデットSC
- FC東京U-15むさし
- FC東京U-18
  - 2016年 FC東京（2種登録選手）
- 慶應義塾体育会ソッカー部
- 2021年 - 2022年  栃木SC
- 2023年 -  ロアッソ熊本

## 個人成績
| 国内大会個人成績 | 国内大会個人成績 | 国内大会個人成績 | 国内大会個人成績 | 国内大会個人成績 | 国内大会個人成績 | 国内大会個人成績 | 国内大会個人成績 | 国内大会個人成績 | 国内大会個人成績 | 国内大会個人成績 | 国内大会個人成績 |
| 年度             | クラブ           | 背番号           | リーグ           | リーグ戦         | リーグ戦         | リーグ杯         | リーグ杯         | オープン杯       | オープン杯       | 期間通算         | 期間通算         |
| 年度             | クラブ           | 背番号           | リーグ           | 出場             | 得点             | 出場             | 得点             | 出場             | 得点             | 出場             | 得点             |
| 日本             | 日本             | 日本             | 日本             | リーグ戦         | リーグ戦         | リーグ杯         | リーグ杯         | 天皇杯           | 天皇杯           | 期間通算         | 期間通算         |
| ---------------- | ---------------- | ---------------- | ---------------- | ---------------- | ---------------- | ---------------- | ---------------- | ---------------- | ---------------- | ---------------- | ---------------- |
| 2016             | F東23            | 45               | J3               | 10               | 1                | -                | -                | -                | -                | 10               | 1                |
| 2021             | 栃木             | 13               | J2               | 22               | 0                | -                | -                | 2                | 2                | 24               | 2                |
| 2022             | 栃木             | 13               | J2               | 5                | 0                | -                | -                | 1                | 0                | 6                | 0                |
| 2023             | 熊本             | 16               | J2               | 38               | 5                | -                | -                | 5                | 3                | 43               | 8                |
| 2024             | 熊本             | 16               | J2               | 29               | 1                | 1                | 0                | 0                | 0                | 30               | 1                |
| 通算             | 日本             | 日本             | J2               | 94               | 6                | 1                | 0                | 8                | 5                | 103              | 11               |
| 通算             | 日本             | 日本             | J3               | 10               | 1                | -                | -                | -                | -                | 10               | 1                |
| 総通算           | 総通算           | 総通算           | 総通算           | 104              | 7                | 1                | 0                | 8                | 5                | 113              | 12               |

- 2016年は2種登録選手

- Jリーグ初出場：2016年3月13日 J3第1節 vsSC相模原 (相模原ギオンスタジアム)[7]
- Jリーグ初得点：2016年3月20日 J3第2節 vsFC琉球 (味フィ西)[8]

## タイトル

### クラブ
FC東京U-18
- Jユースカップ（2016年）
- 日本クラブユースサッカー選手権(U-18)大会（2016年）

## 代表歴
- U-19フットサル日本代表候補（2016年）